# Åkerbrunn
Åkerbrunn är en samlingsterm för brunnar på åkrar, som ingår i ett täckdikessystem. Åkerbrunnar kan (efter huvudsaklig funktion) delas in i ytvattenbrunn, kopplingsbrunn, rensningsbrunn (sedimentbrunn) och spolbrunn.

## Material
De flesta åkerbrunnar är gjorda i cement, men nyare åkerbrunnar är ofta gjorda av PVC eller polyeten.

## Funktion
Åkerbrunnar kan (efter huvudsaklig funktion) delas in i ytvattenbrunn, kopplingsbrunn, rensbrunn (sedimentbrunn) och spolbrunn. Ofta strävar man efter att en åkerbrunn ska kunna ha flera funktioner samtidigt. I kontrollerad dränering används speciella nivåbrunnar, för att kunna reglera grundvattennivån.

### Ytvattenbrunn
Den kanske vanligaste funktionen hos en åkerbrunn är att fånga upp det ytvatten som ansamlas i lokala svackor på åkern. Ytvattenbrunnar placeras förstås på de lägsta punkerna hos svackan. Ytvattenbrunnar är perforerade på sidorna för att kunna ta in ytvattnet. En ytvattenbrunn kan naturligtvis inte grävas ned.

### Kopplingsbrunn
En kopplingsbrunn samlar upp överskottvatten från olika mindre stamledningar, för att sedan leda dem vidare i en större stamledning. 
För att kompensera för de strömningsförluster, som oundviklingen alltid sker i en kopplingsbrunn, är utloppet alltid lägre än det lägst belägna inloppet. Höjdskillnaden mellan inlopp och utlopp brukar benämnas stalp och bör vara minst 5 cm (mätt från vattengången).

### Rensbrunn
En rensbrunn används för att samla upp de sediment, som följer med överskottsvattnet från åkern. Rensbrunnar kallas också för sedimentbrunnar. Det uppfångade sedimentet får sedan tas bort med en speciell slamskopa (brunnsskopa). Kontroll av rensbrunnens funktion bör ske varje år på våren. 
För att de suspenderade partiklarna skall hinna sedimenteras i rensbrunnen, måste vattnets hastighet genom brunnen kunna sänkas avsevärt. Därför bör rensbrunnarnas diameter vara väl tilltagen, minst 800 mm rekommenderas! Rensbrunnar har också en väl tilltagen slamficka, som ligger minst 50 cm under utloppet.

### Spolbrunn
Spolbrunnens huvudsakliga uppgift är att möjliggöra en effektiv spolrensning av täckdikessystemet. De placeras därför på strategiska ställen i täckdikessystemen där risken för igenslamning eller rostutfällningar är betydande.
Av praktiska skäl bör en spolbrunn ha en innerdiameter som överstiger 400 mm. Annars kan det bli knepigt att komma åt att spolrensa täckdikessystemet.

### Nivåbrunn
Nivåbrunnar används inom kontrollerad dränering för att kunna reglera grundvattennivån i marken.  Själva regleringsmekanismen kan utgöras av ett stigrör, en vridbar munk eller en klafflucka som kan öppnas och stängas. Den sistnämnda lösningen underlättar också spolrensningen.
Nivåbrunnarnas täthet beror på marklutningen. Ju större marklutning, desto tätare måste nivåbrunnarna placeras. Det krävs inte stor marklutning, förrän nivåbrunnarna står alldeles för tätt.